# بند کجکی
سد کَجَکی، یکی از سدهای مهم افغانستان است که بر روی رود هیرمند (هلمند)  احداث شده است. این سد در فاصلهٔ ۱۶۱ کیلومتری شهر قندهار در ولایت هلمند قرار دارد. کارکرد این بند برای آبیاری ۱٬۸۰۰ کیلومتر مربع از زمین‌های خشک و همچنین تولید برق است.
گنجایش آبگیری این سد ۲٫۸ میلیارد متر مکعب است یعنی یک‌سوم ذخیرهٔ دریاچهٔ هامون.

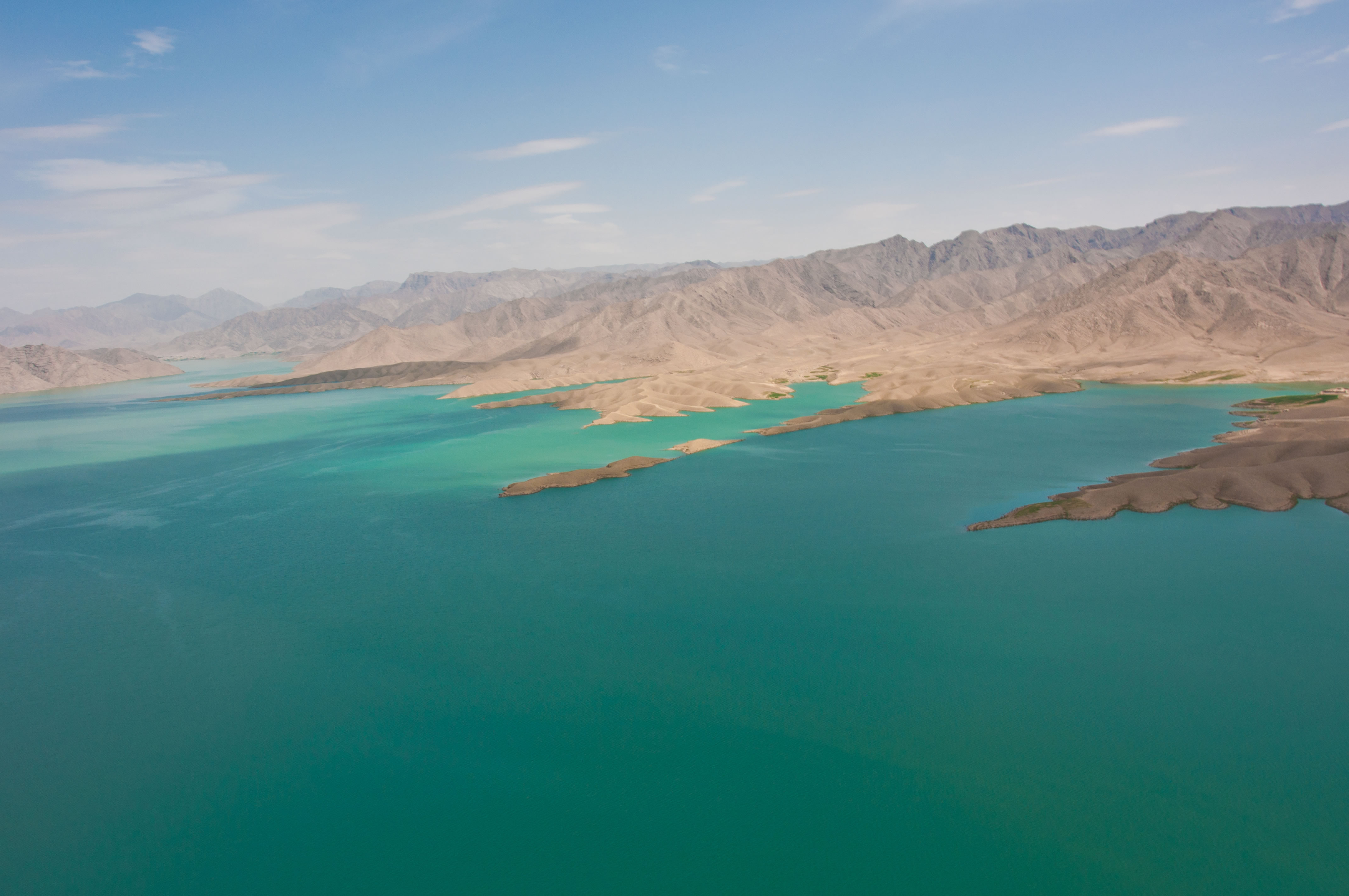
سد کجکی در ۲۰۲۱ میلادی

آب‌های روان‌شده از این بند تا ۵۰۰ کیلومتر به سوی پایین‌دست، در کانال‌های کشاورزی منطقه جریان می‌یابد. در طی سال‌های گذشته به جهت خشک‌سالی در افغانستان به عنوان سرچشمهٔ آب هیرمند با بسته شدن دریچه‌های بند کجکی و کاهش ورودی آب به هیرمند در ایران در میان دو کشور اختلافاتی بروز کرد.
بنا بر قراردادی که میان ایران و افغانستان در سال ۱۳۵۱ ه‍.ش بسته شده آب باید همواره در جریان و در هر ثانیه ۲۶ مترمکعب آب (برابر با ۸۵۰ میلیون مترمکعب در سال) سهم سیستان و دریاچهٔ هامون باشد. بسته شدن کامل بند کجکی و نرسیدن سهم سیستان در زمان طالبان از مسائل مورد مناقشه میان دو کشور بوده‌است.

## خشک شدن دریاچه هامون
در حال حاضر در سال ۲۰۲۳ یکی از عوامل اصلی خشکیدن تالاب هامون و ایجاد مشکلات فراوان برای مردم منطقهٔ سیستان احداث سد کجکی میباشد  که تا به‌حال دولت ایران از افغانستان درخواست رسیدگی به حق آبه خود را دارد؛ و این مورد از روابط حسن همجواری میان دو کشور کاسته‌است. در ضمن، دولت افغانستان به علت جنگ ها قادر به استفاده آب به صورت درست آن نمی باشد  اما دولت ایران ، مشکلات آب آشامیدنی    شهروندان اش را به گردن دولت افغانستان می اندازند ؛ و این امر بر نارضایتی بیشتر مردم سیستان  از دولت ایران  انجامیده‌است.

## ساخت سد
سد کجکی در سال ۱۹۵۳ میلادی توسط شرکت آمریکایی «واشینگتن گروپ اینترنشنال» (موریسون-کنودسن) ساخته‌شد.
به هنگام حملهٔ روسیه به افغانستان پیمانکاران این شرکت محل کار را ترک کردند. با ترک این پیمانکاران دو متر آخر تاج سد تکمیل نشد و دریچهٔ تخلیهٔ اضطراری آن نیز نساخته بجا ماند.
به خاطر تکمیل نشدن دریچه‌های سد، سد کجکی همهٔ آب بالاتر از ۱۰۳۳٫۵ متر را از مخزن خود تخلیه و روان می‌کند.
در سال  ۱۳۸۷ خورشیدی حدود پنج هزار نفر از نیروهای ارتش آمریکا و نیروهای افغان ، موفق شدند پس از سفری پنج روزه و نبرد با شورشیان، یک توربین تولید برق را به سد کجکی در جنوب افغانستان برسانند.
چندین فروند هواپیما، این کاروان عظیم را در این مأموریت حمایت می‌کردند. پنج روز طول کشید تا این مسیر خطرناک پیموده شد.
این توربین بزرگ، به چهار قسمت تقسیم شده بود، که هر قسمت در کامیون جداگانه‌ای حمل می‌شد.

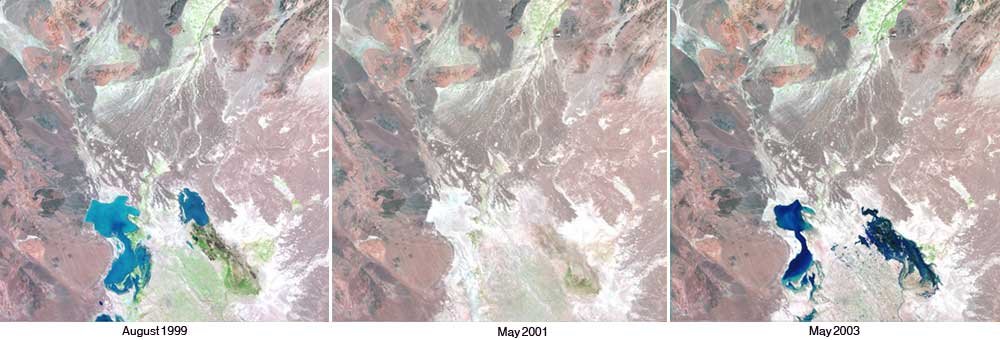
تغییرات آب‌گیری دریاچه هامون ایران/افغانستان از رود هیرمند.

## آب و هوا
| داده‌های اقلیم کجکی      | داده‌های اقلیم کجکی | داده‌های اقلیم کجکی | داده‌های اقلیم کجکی | داده‌های اقلیم کجکی | داده‌های اقلیم کجکی | داده‌های اقلیم کجکی | داده‌های اقلیم کجکی | داده‌های اقلیم کجکی | داده‌های اقلیم کجکی | داده‌های اقلیم کجکی | داده‌های اقلیم کجکی | داده‌های اقلیم کجکی | داده‌های اقلیم کجکی |
| ماه                     | ژانویه             | فوریه              | مارس               | آوریل              | مه                 | ژوئن               | ژوئیه              | اوت                | سپتامبر            | اکتبر              | نوامبر             | دسامبر             | سال                |
| ----------------------- | ------------------ | ------------------ | ------------------ | ------------------ | ------------------ | ------------------ | ------------------ | ------------------ | ------------------ | ------------------ | ------------------ | ------------------ | ------------------ |
| میانگین بیش‌ترین °C (°F) | ۱۲٫۰ (۵۴)          | ۱۴٫۲ (۵۸)          | ۲۱٫۰ (۷۰)          | ۲۷٫۵ (۸۲)          | ۳۳٫۶ (۹۲)          | ۳۹٫۲ (۱۰۳)         | ۴۰ (۱۰۴)           | ۳۸٫۸ (۱۰۲)         | ۳۴٫۱ (۹۳)          | ۲۸٫۱ (۸۳)          | ۲۰٫۳ (۶۹)          | ۱۴٫۶ (۵۸)          | ۲۶٫۹۵ (۸۰٫۷)       |
| میانگین روزانه °C (°F)  | ۵٫۵ (۴۲)           | ۷٫۷ (۴۶)           | ۱۳٫۷ (۵۷)          | ۱۹٫۳ (۶۷)          | ۲۴٫۵ (۷۶)          | ۲۹٫۳ (۸۵)          | ۳۰٫۹ (۸۸)          | ۲۹٫۰ (۸۴)          | ۲۳٫۵ (۷۴)          | ۱۷٫۹ (۶۴)          | ۱۱٫۲ (۵۲)          | ۷٫۲ (۴۵)           | ۱۸٫۳۱ (۶۵)         |
| میانگین کم‌ترین °C (°F)  | −۰٫۹ (۳۰)          | ۱٫۲ (۳۴)           | ۶٫۲ (۴۳)           | ۱۱٫۲ (۵۲)          | ۱۵٫۴ (۶۰)          | ۱۹٫۵ (۶۷)          | ۲۱٫۶ (۷۱)          | ۱۹٫۲ (۶۷)          | ۱۳٫۰ (۵۵)          | ۷٫۷ (۴۶)           | ۲٫۲ (۳۶)           | −۰٫۵ (۳۱)          | ۹٫۶۵ (۴۹٫۳)        |
| منبع: Climate-Data.org  |                    |                    |                    |                    |                    |                    |                    |                    |                    |                    |                    |                    |                    |

## فیلم‌شناسی
- کمک آمریکا برای ساخت سد در مستند سال ۲۰۱۵ آدام کورتیس ذکر شده‌است.

دریاچه تلخ مطابق به فیلم، دریاچه با رسوبات زیادی از خاک روبرو می‌شود و و از دریاچه برای کشت تریاک استفاده می‌شود.
- کجکی یک فیلم اکشن بریتانیایی ساخت ۲۰۱۴ است که مطابق یک داستان واقعی ساخته شده‌است.

## نگارخانه
|  |  |  |  |  |